# Pierre Renoy
Pierre Renoy de son vrai nom Pierre Renwa, né le 30 août 1954 à Liège, est un scénariste et dessinateur de bande dessinée belge.

## Biographie
Pierre Renwa naît le 30 août 1954 à Liège.
Il travaille à l'âge de 17 ans auprès de Mittéï comme encreur. En 1975, il entre au Journal de Tintin, il y crée Nanouche qu'il signe de son pseudonyme Renoy sur un scénario de De Janeiro alias Mittéï, la jolie cascadeuse qui n'a pas froid aux yeux en 1977. À partir du deuxième album, il assume également le scénario. Il publie Du Vent dans les voiles en 1979. Quatre albums sont publiés au Lombard de 1981 à 1984.
Il quitte finalement la bande dessinée et ouvre un petit bistro-galerie appelé La Cane à Buse à Tilff. Il se consacre  à l'aquarelle et à la peinture à l'huile.
Renoy rend hommage à Derib et son personnage Buddy Longway avec une planche parue dans le Tintin no 1 de 1982 et repris en album Les Amis de Buddy Longway dans la collection « Phylactère » aux éditions du Lombard en 1983.
Il est membre du jury et créateur des diplômes décernés chaque année au Prix Tchantchès et Nanesse.

### Parentèle
Renoy est le beau-frère de Derib.

## Œuvres

### Albums de bande dessinée
Quatre albums de la série Nanouche :
1. Festival pour une japonaise, dessinateur : Pierre Renoy, scénariste : de Janeiro[Note 1]. 46 planches, Le Lombard, 1981.

- 2. Corrida pour une nuit blanche, Le Lombard, Bruxelles, 1981
Scénario et dessin : Pierre Renoy - Couleurs : quadrichromie,44 planches.
- 3. Des clous pour le Cachemire, Le Lombard, Bruxelles, 1982
Scénario et dessin : Pierre Renoy - Couleurs : quadrichromie,44 planches.
- 4. Le Secret du fou à la frégate, Le Lombard, Bruxelles, juin 1983
Scénario et dessin : Pierre Renoy - Couleurs : quadrichromie -  (ISBN 2803604256),46 planches.

### Collectifs
- Les Amis de Buddy Longway[8], Le Lombard coll. « Phylactère », Bruxelles, avril 1983
Scénario et couleurs : collectif - Dessin : collectif dont Renoy -  (ISBN 2-8036-0042-0)
- Qui a tué F. Walther ? - La B.D. des records., Éditions Astrid, août 1985
Scénario : Bob de Groot - Dessin : collectif dont Renoy - Couverture : Clarke - Couleurs : noir et blanc,Réalisé, imprimé et vendu en une seule journée, le 23 août 1985 pour la librairie Marsupilami et Astrid.

### Illustrations
- Guide des plaisirs de Liège, texte de Jean Jour, éd. APC, Namur, 1983 (OCLC 1400544106).

### Para-BD
Dans les années 1980, il réalise des panneaux dessinés à usage de cibles pour l'entraînement des forces de police belges.